# Antoni Pere Ferrer
Antoni Pere Ferrer (segle XIV/XV - en mar, entre Barcelona i la Provença, 1471/72) va ser President de la Generalitat de Catalunya, nomenat el 22 de juliol de 1458 i abat de Montserrat.
Fill d'una família de la petita noblesa, començà la seva educació al Monestir de Sant Cugat del Vallès i a la Universitat de Lleida. Fou nomenat prior de Santa Maria de Meià pel papa Eugeni IV i, després d'unes disputes entre el papa i l'abat de Ripoll, acabà al Monestir de Sant Pere de Rodes en 1448.
A la mort en 1450 d'Antoni d'Avinyó i de Moles, abat del Monestir de Montserrat, Alfons el Magnànim aconseguí que el papa Nicolau V nomenés a Antoni Pere Ferrer per aquest càrrec. L'abat Avinyó havia tingut molts problemes amb una comunitat de monjos de l'abadia de Montecassino que s'havien instal·lat al monestir creant una comunitat paral·lela. Ferrer s'encarregà que el papa dictés una butlla per expulsar-los.
Participà en les corts de 1454, 1456 i 1460.
Políticament va estar al costat del Príncep de Viana en la pugna amb el seu pare, el rei Joan II. Quan aquest enfrontament esdevé la guerra civil catalana, Ferrer es manté al costat de la Generalitat i en contra del rei. En aquesta línia, el 1462 participà en l'elecció d'Enric IV de Castella com a rei, quan els contraris a Joan cercaren aliances. També donà suport als dos candidats posteriors, Pere de Portugal i Renat d'Anjou, la qual cosa li acabaria passant factura al final de la guerra, quan és acusat de traïció i enviat en un vaixell cap a Provença, on no va arribar mai.